# Clematis wenxianensis
Clematis wenxianensis är en ranunkelväxtart som beskrevs av Wen Tsai Wang. Clematis wenxianensis ingår i släktet klematisar, och familjen ranunkelväxter. Inga underarter finns listade i Catalogue of Life.